# Richard Losick
Richard Marc Losick (1943) é um biólogo molecular estadunidense.
Seus interesses de pesquisas incluem RNA polimerase, fator sigma, regulação de transcrição genética e desenvolvimento bacterial, sendo conhecido especialmente por suas investigações da formação de endósporo em organismos Gram positivos como o Bacillus subtilis. Richard Losick é professor da cátedra Maria Moors Cabot de biologia da Universidade Harvard, investigador do Instituto Médico Howard Hughes.